# Michael Lewis
Michael Lewis, född 1960 är en amerikansk journalist och facklitterär författare som är känd för sina skildringar av finansbranschen. 
Han blev först känd för boken Liar's Poker som publicerades 1989. Där beskriver han livet som trainee och senare obligationsmäklare på investmentbanken Salomon Brothers. Lewis arbetade där själv i några år under 1980-talet. Trots att boken är en satir över finansmarknaden, lästes den av många som en insruktionsbok om hur man kan nå framgång som mäklare. 
Åren 2003 och 2006 gav han ut två sportböcker, Moneyball och The Blind Side, som båda filmatiserades.
År 2010 publicerade Lewis boken The Big Short. Här porträtteras flera investerare som spekulerade i att bostads- och kreditbubblan i USA som byggdes upp i början av 2000-talet skulle spricka. De satsade mycket pengar på att det skulle hända. I boken anklagar Lewis bland andra kreditvärderingsinstituten Moody's och Standard & Poor för att ha orsakat finanskrisen, genom att karaktärisera många obligationer som nästan riskfria, trots att de senere har visat sig vara helt  värdelösa. Boken Boomerang är en blandning av reseberättelse och finansjournalistik där han uppsöker länder som har drabbats av finanskrisen för att söka efter orsaker till att den uppstod och skildra dess verkningar. 
Hans bok Flash boys från 2014, handlar om robothandel i finansmarknaderna.